# Kitsuno
Kitsuno (生駒 吉乃 Kitsuno Ikoma) (1528 - 1566) fue una concubina del daimio japonés Oda Nobunaga, quien vivió durante el Período Sengoku.

## Biografía
Ella nació dentro del próspero clan Ikoma y su padre era conocido como Iemune. Antes de convertirse en la concubina de Oda Nobunaga, estuvo casada en un primer matrimonio con Yaheji Dota, quien falleció en la batalla de Akechi. Después del fallecimiento de su marido, Kitsuno regresó a la casa de su familia, la Mansión Ikoma, y allí conoció a Oda Nobunaga.

## Concubina de Oda Nobunaga
Se cree que Oda Nobunaga quedó hechizado a primera vista por su belleza e, inmediatamente, la tomó como concubina. Inicialmente, Nobunaga estaba casado con Nōhime, hija de Saitō Dōsan, pero era un matrimonio muy infeliz especialmente por la incapacidad de la princesa para concebir. Kitsuno fue la concubina más amada de Nobunaga y ocupó una posición mucho más alta que  Lady Nō.
En 1557 Kitsuno dio a luz a Nobutada y, más tarde, a Nobukatsu y a Tokuhime (Princesa Toku). En 1564, Kitsuno se trasladó al Castillo de Kori (en el actual Kōnan, Aichi). Ella falleció en 1566, durante el curso de un parto, a la edad de 29 años.
Aunque Nobunaga era considerado como una persona belicosa, se dice que lloró amargamente su pérdida. Su cuerpo fue incinerado y sepultado en el cementerio del Templo Kyusho (el templo familiar Ikoma), en la ciudad de Tashiro. Nobunaga le otorgó a su hijo Nobukatsu las tierras en las que se encuentra establecido el Templo de Kyusho, para que protegiera la tumba de su amada concubina.
- Datos: Q4327464